# Klaus Bargsten

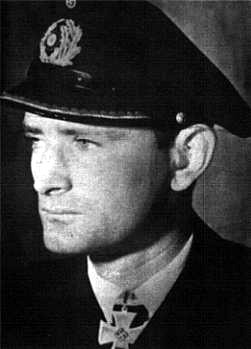
Klaus Bargsten

Klaus Bargsten (* 31. Oktober 1911 in Bad Oldesloe; † 13. August 2000 in Bremen) war ein deutscher Marineoffizier (zuletzt Kapitänleutnant), U-Boot-Kommandant und Ritterkreuzträger.

## Leben

### Herkunft und zivile Laufbahn
Bargsten war Sohn eines wohlhabenden Grundbesitzers. Nach Beendigung seiner schulischen Ausbildung ging Bargsten zur Handelsmarine, wo er sein Patent als Nautischer Offizier erwarb. Er fuhr dann für den Norddeutschen Lloyd auf verschiedenen Frachtschiffen sowie auf dem Passagierschiff Europa. Er trat zum 1. Februar 1933 der NSDAP bei (Mitgliedsnummer 1.332.234).

### Militärische Laufbahn
Am 3. April 1936 trat er als Offiziersanwärter in die Kriegsmarine ein. Aufgrund seiner bereits bestehenden Qualifikation als Schiffsoffizier wurde er in die Crew 35 eingegliedert, musste also grundlegende und nautische Inhalte nicht neu erlernen und wurde rascher befördert als andere gleichzeitig eingetretene Anwärter. Er wurde am 1. Juli 1936 zum Fähnrich zur See befördert und diente unter anderem auf dem Aviso Grille. Am 1. Januar 1938 wurde er zum Oberfähnrich zur See und am 1. April 1938 zum Leutnant zur See befördert. Im April 1939 meldete er sich zur U-Boot-Waffe und wurde daraufhin zur Ausbildung an die U-Bootschule in Neustadt kommandiert. Im August 1939 wechselte er als Wachoffizier auf das Schulboot U 6 unter Oberleutnant zur See Joachim Matz. Beim deutschen Überfall auf Polen war das Boot vom 30. August 1939 bis zum 13. September 1939 in der Ostsee und dem Kattegat in Position. Nach einer weiteren kurzen Unternehmung mit U 6 wurde Bargsten am 1. Oktober 1939 zum Oberleutnant zur See befördert und zunächst als Zugführer an die U-Boot-Schule Neustadt versetzt. Ab November 1939 diente er als Adjutant bei der Unterseebootsschulflottille (U.S.Fl.) und dann ab Januar 1940 in gleicher Funktion an der U-Boot-Schule in Neustadt unter Korvettenkapitän Hans Ibbeken.
Nach Teilnahme an der Baubelehrung im März 1940 wurde er I. Wachoffizier auf dem am 18. April 1940 in Dienst gestellten U 99 unter Kapitänleutnant Otto Kretschmer. Auf diesem Boot nahm er von Juni bis Dezember 1940 an sieben Einsatzfahrten teil. Für die auf diesen Unternehmungen erzielten Erfolge wurde er am 23. Juli 1940 mit dem Eisernen Kreuz II. Klasse, am 10. August 1940 mit dem U-Boot-Kriegsabzeichen und am 25. September 1940 mit dem Eisernen Kreuz I. Klasse ausgezeichnet.

#### Kommandant vonU 563
Vom 5. Januar bis zum 16. Februar 1941 nahm er am Kommandantenschießlehrgang bei der 24. U-Flottille in Memel teil. Daran anschließend wurde er zur Baubelehrung für das am 5. Februar vom Stapel gelassene neue Boot U 563 abkommandiert, das er am 27. März 1941 als Kommandant in Dienst stellte. Nach Abschluss der Ausbildungsfahrten diente das Boot ab 1. Juli 1941 als Frontboot bei der 1. U-Boot-Flottille. Am 10. Juli verlegte es zunächst von Kiel nach Helsingör und dann am 27./28 Juli nach Bergen an der Westküste Norwegens.
Am 31. Juli lief das Boot aus Bergen zu seiner ersten großen Unternehmung aus, bei der es an insgesamt drei aufeinander folgenden Rudelangriffen auf alliierte Geleitzüge beteiligt war, ohne jedoch einen Versenkungserfolg zu erzielen. Am 10. September lief das Boot dann nach 42 Tagen auf See in Brest ein.
Auf seiner zweiten Unternehmung, vom 4. Oktober bis zum 1. November 1941, gehörte das Boot zum Rudel „Breslau“ (4. – 29. Oktober 1941), dessen fünf Boote sich ein Gefecht mit den Sicherungskräften des Geleitzugs HG 75 lieferten. Dabei erzielte Bargsten in der Nacht zum 24. Oktober zwei Torpedotreffer auf dem britischen Zerstörer Cossack, wobei 159 Besatzungsmitglieder starben. U 563 lief am 1. November 1941 wieder in Brest ein.
Nach dem Auslaufen aus Brest am 29. November zu seiner dritten Unternehmung wurde U 563 am 30. November in der Biskaya von einem britischen Bomber des Typs Armstrong Whitworth Whitley überrascht und durch den Abwurf von Wasserbomben schwer beschädigt und nach dem Auftauchen mit dem Bord-MG beschossen. Bargsten wurde hierbei schwer verwundet. Zwar gelang Bargsten am 3. Dezember die Rückkehr nach Lorient, aber die Schäden am Boot waren so schwer, dass es zur Reparatur nach Deutschland beordert wurde.
Das tauchunfähige Boot verließ Lorient am 21. Januar 1942 und erreichte Bergen (Norwegen) 14 Tage später am 3. Februar. U 563 lief am 7. Februar wieder aus Bergen aus und kam am 11. Februar in Hamburg an. Bargsten trat einen Genesungsurlaub an und gab am 15. März 1942 das Kommando über U 563 ab.

#### Kommandant vonU 521
Vom 1. April bis zum 2. Juni 1942 nahm Bargsten bei der Kriegsschiff-Bau-Lehr-Abteilung 8 an der Baubelehrung für das neue Boot U 521 teil, und am 3. Juni stellte er dieses Boot als Kommandant in Dienst. Am 1. August 1942 wurde er zum Kapitänleutnant befördert. Nach Beendigung der vom 3. Juni bis zum 30. September 1942 dauernden Probe- und Ausbildungsfahrten bei der 4. U-Flottille lief U 521 am 3. Oktober 1942 von Kiel zu seiner ersten Unternehmung aus. Dabei überstand das Boot am 31. Oktober den Angriff einer Lockheed Hudson mit nur geringen Beschädigungen. Am Morgen des 2. November versenkte das Boot etwa 400 Seemeilen südlich von Kap Farvel (Grönland) den britischen Frachter Hartington. Gegen Mittag des folgenden Tages torpedierte U 521 den mit 9000 Tonnen Heizöl beladenen amerikanischer Tanker Hahira, der einige Stunden später von U 521 endgültig versenkt wurde. Beide Schiffe gehörten zu dem von New York nach Großbritannien fahrenden Konvoi SC-107. Am 8. Dezember nach traf das U-Boot in Lorient, dem Stützpunkt der von Korvettenkapitän Viktor Schütze befehligten 2. U-Flottille ein.
Mitte November gehörte U 521 zu der aus 13 Booten bestehenden U-Bootgruppe Kreuzotter, die südlich von Grönland auf den Geleitzug ONS-144 mit 33 Schiffen lauerte. Bargsten entdeckte den Geleitzug am 15. November und versuchte, die anderen U-Boote der Gruppe heranzuführen. Diese Signale waren jedoch unvollständig bzw. wurden nicht empfangen, so dass U 521 zunächst weiterhin alleine am Geleitzug blieb. Bargstens Angriffe auf den Konvoi waren erfolglos.
Am 7. Januar 1943 lief U 521 von Lorient zu einer weiteren Unternehmung aus, von der es am 26. März zurückkehrte. Dabei gelangen Bargsten zwei Versenkungen, bei denen er 43 Menschen tötete. Am 8. Februar 1943 wurde bei den Kanarischen Inseln der britische U-Boot-Jäger HMT Bredon und am 18. März 1943 der auf seiner Jungfernfahrt befindliche US-amerikanischen Frachtdampfer Molly Pitcher aus dem Konvoi UGS-2, der bereits am Vortage von U 167 schwer beschädigt und dann von seiner Besatzung verlassen worden war.
Nach einem Heimaturlaub in Bremen kehrte Bargsten am 29. April 1943 nach Lorient zurück. Am 30. April 1943 wurde er mit dem Ritterkreuz ausgezeichnet, das ihm am 2. Mai 1943 durch Korvettenkapitän Hans Rösing überreicht wurde. Bereits drei Tage später, am 5. Mai 1943, verließ Bargsten mit U 521 Lorient, um vor der US-amerikanischen Ostküste Handelskrieg zu führen. Am 2. Juni, bei Unterwasserfahrt rund 150 Seemeilen südöstlich der Delaware Bay und des Cape May, wurde das Boot um 12.30 Uhr von dem den nach Guantanamo laufenden Konvoi NG-365 sichernden amerikanischen U-Bootjäger PC-565 per Sonar geortet und um 12.39 Uhr mit Wasserbomben angegriffen. Die Wasserbomben verursachten schwere Schäden, einschließlich Wassereinbruch. Als er nach dem Auftauchen sofort durch die Luke auf die Brücke kam, wurde das Boot von der nur etwa 350 m entfernten PC-565 beschossen. Dann nahm der U-Bootjäger Rammkurs auf U 521, während gleichzeitig auch die Korvette USS Brisk (PG-89) zur Unterstützung herbeikam. Bargsten, der laut eigenen Angaben die Eroberung des Bootes durch die Amerikaner verhindern wollte, befahl das Fluten und Verlassen des Bootes, aber U 521 sank – wohl wegen der erlittenen Beschädigungen – so schnell, und noch bevor es gerammt werden konnte, auf Position 37° 43′ N, 73° 16′ W. Einzig Überlebender der 52 Mann starken Besatzung war Bargsten selbst, der vom Turm gespült wurde.
PC-565 warf etwa 100 m vor der Untergangsstelle noch eine weitere Wasserbombe, beobachtete große Luftblasen, nahm dann den im Wasser treibenden Bargsten an Bord.
Bargsten war zunächst im US-Gefangenen- und Verhörlager in Fort Hunt (Virginia) interniert und insgesamt bis zum 30. November 1946 in alliierter Kriegsgefangenschaft. Im Falle der Versenkung seines Bootes U-521, das er als einziger überlebt hatte, gestand er gravierende eigene Fehler ein. Im entscheidenden Moment habe er sich von den Alarmmeldungen seines leitenden Ingenieurs zu der Annahme verleiten lassen, es gäbe keinen anderen Ausweg mehr als das Boot sofort an die Wasseroberfläche zu bringen und habe, obwohl eigentlich ein ruhiger und abwägender Kommandeur, in diesem Fall zu hektisch gehandelt. Die Opferung einer U-Boot-Besatzung sei aber grundsätzlich in Kauf zu nehmen, da die Erfüllung militärischer Aufgaben Vorrang habe.
Als er 1975 zum Treffen der Besatzung des U-Jägers PC 565 eingeladen wurde, akzeptierte er die Einladung; Bargsten und die Besatzung schlossen Freundschaft.